# Танер Алимолла
Танер Алимолла е български политик, председател на ДОСТ. (от 5 юни 2021 г.)

## Биография
Танер Алимолла е роден на 19 октомври 1992 г. в град Пловдив, България. Завършва средно си образование в Асеновград, получава бакалавърската степен в Пловдивския университет „Паисий Хилендарски“, специалност „Макроикономика“, а по-късно магистърска степен в Университета за национално и световно стопанство, специалност „Счетоводство и контрол“.
До 5 юни 2021 г. е председател на Младежката организация на ДОСТ. По предложение на председателя на ДОСТ – Лютви Местан се провежда Първата редовна отчетно-изборна конференция на партията, на която Танер Алимолла е избран за нов председател на партията.